# 石川県道54号寺畠小松線
石川県道54号寺畠小松線（いしかわけんどう54ごう てらばたけこまつせん）は、石川県能美市と小松市を結ぶ県道（主要地方道）である。

## 概要
能美市の東南部から、加賀産業開発道路、国道8号と接続し、小松市の西部海側にある北陸自動車道小松ICや小松空港方面とを結ぶ。地元では建設当初の愛称である「（小松）インター八里線」の方が路線名として浸透しており、不動産広告等でも使用されている。
当県道は能美市と小松市との市境付近にある上八里町交差点で状況が二分される。
まず、起点から上八里町交差点の区間は、幅員は概ね両側2車線（片側1車線）で、集落内を横断していることから、見通しが悪い区間もある。当県道の北側には和光台ニュータウン（新興住宅地）や和気工業団地が整備されており、これらに接続する道路（市道）がある。
一方で、上八里町交差点から終点にかけては、前者よりも規格がより高くなり、幅員は中央分離帯のある両側4車線（片側2車線）となっている。曲がりが少ない上に、集落を避けてほぼ直線状で整備されており、加賀産業道路や国道8号小松バイパスを経て、金沢市方面から北陸自動車道や小松空港、および小松市西部の工業地などとのアクセス道路としての役目を兼ねている。
小松市域内では、ロードサイド店舗の出店が見られ、特に長田南交差点の周辺ではその動きが顕著である。

### 路線データ
- 起点：石川県能美市寺畠町82番1地先（石川県道55号小松辰口線・石川県道297号鍋谷寺畠線交点）
- 終点：石川県小松市長崎町二丁目100番地先（長崎中交差点、石川県道25号金沢美川小松線交点）

## 歴史
- 1960年（昭和35年）10月15日：「石川県道鍋谷和気小松線」として、能美郡辰口町鍋谷と小松市園町の国道8号（現在の国道305号）白江交差点に至るまでを路線認定。
- 1993年（平成5年）5月11日 - 建設省から、県道鍋谷和気小松線の一部が寺畠小松線として主要地方道に指定される[1]。
- 1994年（平成6年）4月1日：「石川県道鍋谷和気小松線」を廃止。このうち、能美郡辰口町寺畠から小松市島田町の北陸本線高架橋西側までの区間を主要地方道に昇格し「石川県道54号寺畠小松線」として新たに路線認定。同時に、残りの辰口町鍋谷と同町寺畠の区間は一般県道として「石川県道297号鍋谷寺畠線」の路線名で新たに路線認定。
- のちに、終点を小松市島田町から同市長崎町2丁目・長崎中交差点までの区間に変更、認定区間を延長。

## 地理

### 通過する自治体
- 石川県
  - 能美市
  - 小松市

### 交差する道路
- 石川県道55号小松辰口線・石川県道297号鍋谷寺畠線（能美市寺畠町、起点）
- 石川県道173号和気寺井線（能美市和気町）
- 石川県道22号金沢小松線・加賀産業開発道路（能美市和気町・上八里町交差点）
- 石川県道165号金平寺井線（小松市・河田町北交差点）
- 国道8号小松バイパス（能美市小杉町・小杉インターチェンジ）
- 国道305号（小松市長田町・長田南交差点）
- 石川県道169号粟生小松線（小松市島田町・板津中学校前交差点［高架］）[2]
- 石川県道101号小松根上線（小松市大島町・大島南交差点）
- 石川県道25号金沢美川小松線（小松市長崎町2丁目・長崎中交差点、終点）